# IC 2849
IC 2849 је појединачна звијезда у сазвјежђу Лав која се налази на листи објеката дубоког неба у Индекс каталогу.
Деклинација објекта је + 9° 5' 39" а ректасцензија 11h 28m 11,7s.